# Station Biała Złotoryjska
Station Biała Złotoryjska is een spoorwegstation in de Poolse plaats Biała.